# Бурсучены (Молдова)
Бурсучены (рум. Bursuceni, Бурсучень) — село в Сынжерейском районе Молдавии. Является административным центром коммуны Бурсучены, включающей также село Слобозия-Мэгура.

## География
Село расположено на высоте 117 метров над уровнем моря.

## Население
По данным переписи населения 2004 года, в селе Бурсучень проживает 1107 человек (567 мужчин, 540 женщин).
Этнический состав села:
| Национальность | Число жителей | Процентный состав |
| -------------- | ------------- | ----------------- |
| молдаване      | 1089          | 98.37             |
| румыны         | 7             | 0.63              |
| украинцы       | 6             | 0.54              |
| русские        | 4             | 0.36              |
| болгары        | 1             | 0.09              |
| Всего          | 1107          | 100%              |